# Ujung (Bali)
Ujung is een plaats op het Indonesische eiland Bali in de gelijknamige provincie. Het ligt zo'n 3 kilometer van Kuta.